# Megachile sidalceae
Megachile sidalceae är en biart som beskrevs av Cockerell 1897. Megachile sidalceae ingår i släktet tapetserarbin, och familjen buksamlarbin. Inga underarter finns listade i Catalogue of Life.